# Is Life Worth Living? (film 1921)
Is Life Worth Living? è un film muto del 1921 diretto da Alan Crosland. La sceneggiatura si basa su The Open Door, racconto di George Weston pubblicato sul Saturday Evening Post dell'8 gennaio 1921.

## Trama

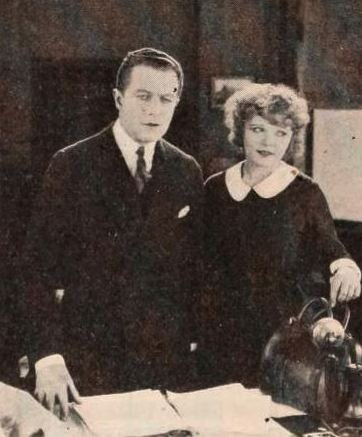
Eugene O'Brien e Winifred Westover

Condannato innocente, Melville Marley esce di prigione, rilasciato con la condizionale. Trova lavoro come rappresentante di una ditta di macchine di scrivere ma il suo fallimento come venditore lo deprime sempre di più, tanto da spingerlo a pensare al suicidio. Un giorno, dopo aver comperato una rivoltella al banco dei pegni, si dirige verso Central Park, deciso a mettere fine alla sua vita che gli sembra ormai inutile. Il caso lo fa però incontrare con una ragazza che sembra messa peggio di lui: affamata, senza futuro, la giovane gli sviene davanti. Melville, dimenticando i propri guai, la soccorre e poi la porta nella pensione dove lui vive. Preoccupato per le condizioni di Lois, la ragazza, fa di tutto per curarla e accudirla. Il loro rapporto diventa sempre più importante e l'uomo si impegna anche nel lavoro, riuscendo a piazzare una grossa commessa. Riuscendo ad ottenere credito, Melville espande la sua attività, assumendo anche Lois come stenografa. Gli affari vanno a gonfie vele tanto quando il loro amore, che ormai ha conquistato i loro cuori.

## Produzione
Il film fu prodotto dalla Selznick Pictures Corporation.

## Distribuzione
Il copyright del film, richiesto dalla Selznick Pictures, fu registrato il 22 giugno 1921 con il numero LP16735. Distribuito dalla Select Pictures Corporation e presentato da Lewis J. Selznick, il film uscì nelle sale cinematografiche statunitensi nel giugno 1921.
Il film, che sopravvive in una copia positiva di 35 mm, è stato distribuito in VHS dalla Grapevine Video.